# Past the Bleachers
Past the Bleachers (conocida en España como Más allá de la amargura) es una película de drama, familiar y misterio de 1995, dirigida por Michael Switzer, escrita por Don Rhymer y basada en la novela de Christopher A. Bohjalian, musicalizada por Stewart Levin, en la fotografía estuvo William Wages y los protagonistas son Richard Dean Anderson, Barnard Hughes y Glynnis O’Connor, entre otros. El filme fue realizado por Signboard Hill Productions, se estrenó el 2 de julio de 1995.

## Sinopsis
Cuenta la historia de un preparador de béisbol atormentado con el fallecimiento de su hijo de once años, a quién persuaden para que dirija el equipo en el que estaba su hijo.